# Nuage moléculaire

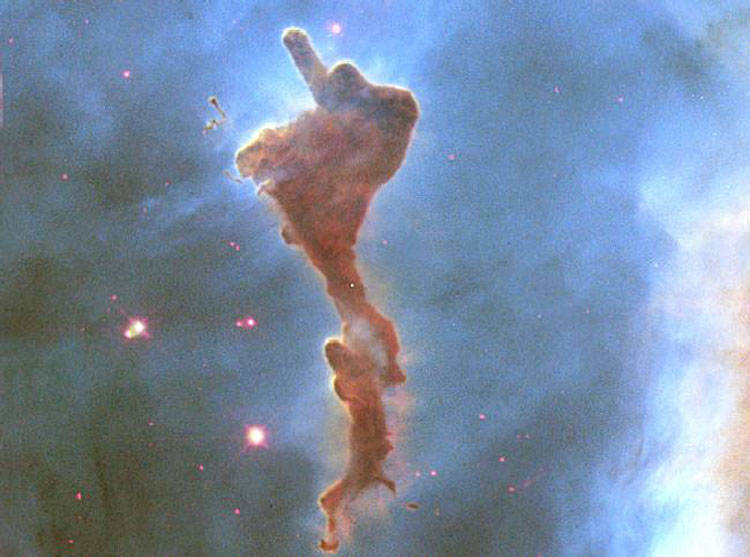
Dans quelques millions d'années, la lumière des étoiles brillantes aura dissipé (par inflation thermique) ce nuage moléculaire de gaz et de poussières. Ce nuage provient de la nébuleuse de la Carène. Les étoiles récemment nées sont visibles à son voisinage, leur image étant rougie par la diffraction de la lumière bleue, diffraction provoquée par la poussière environnante. Cette image s'étend sur deux années-lumière et fut prise par le télescope Hubble en 1999.

En astronomie, les nuages moléculaires sont des nébuleuses interstellaires qui ont une densité et une taille suffisante pour permettre la formation d'hydrogène moléculaire, H2.
Cependant, il est difficile de le détecter et le moyen le plus employé pour tracer les molécules de H2 est l'utilisation du monoxyde de carbone CO. En effet, le rapport entre la luminosité du CO et la masse de H2 est presque constant. Cependant, l'utilisation du CO comme traceur de H2 par ailleurs invisible, pose encore de nombreuses questions fondamentales, notamment, comment lier l'évolution d'un nuage moléculaire à l'évolution d'une galaxie dans son ensemble.

## Voie lactée
Dans la Voie lactée, les nuages moléculaires représentent approximativement la moitié de toute la masse de gaz dans la région de l'orbite du Soleil, faisant d'eux un composant significatif du disque galactique. Les catalogues des nuages montrent que la majeure partie de la masse moléculaire est concentrée dans l'objet le plus massif, qui comporte plusieurs millions de masses solaires.
Ils sont situés dans un plan d'environ 50-75 parsecs, beaucoup plus mince que les autres composants gazeux comme l'hydrogène atomique et ionisé.
On pense qu'ils se trouvent principalement dans les bras en spirale, mais il est difficile de le vérifier dans notre galaxie en raison de la difficulté d'estimer les distances, et dans d'autres galaxies parce que les observations à haute résolution (qui peuvent montrer clairement les bras en spirale) ne sont pas sensibles à un fond uniforme d'émission de CO.

## Processus

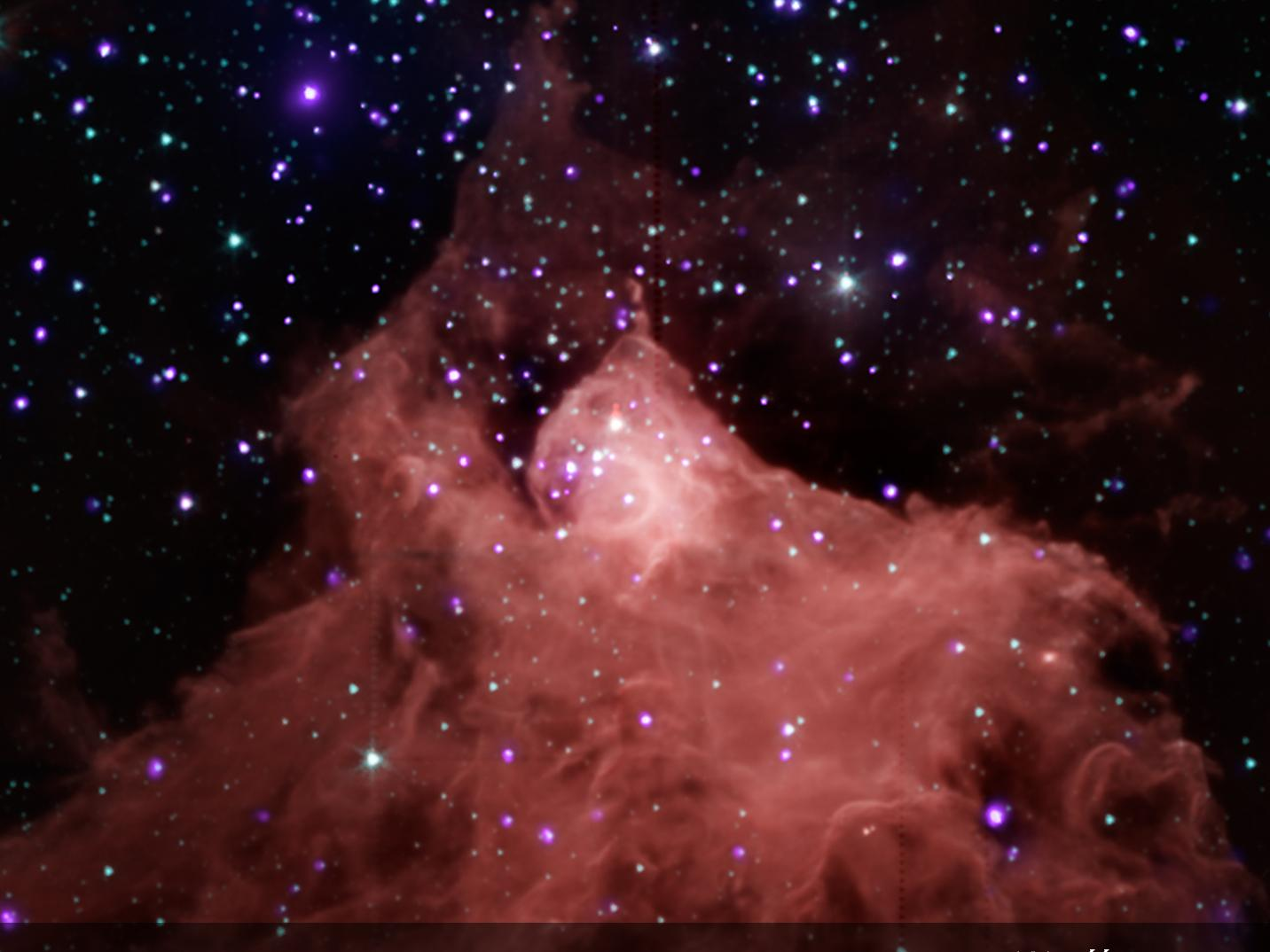
Nuage moléculaire de Cepheus B

### Naissance des étoiles
À notre connaissance, dans l'univers actuel, la création des étoiles se produit exclusivement dans les nuages moléculaires.
C'est une conséquence normale de leurs basses températures, de leur densités relativement élevées et de l'observation que les grands nuages où se forment les étoiles sont fortement confinés par leur propre gravité (comme les étoiles, les planètes et les galaxies) plutôt que par une pression externe (comme les nuages dans le ciel). La preuve vient du fait que les vitesses des turbulences déduites par la largeur des raies de CO varient de la même manière que leur vitesse orbitale (cf. théorème du viriel).

### Physique
La physique des nuages moléculaires est mal comprise et fortement débattue.
Leurs mouvements internes sont régis par la turbulence dans un gaz froid et magnétisé dans lequel la vitesse des turbulences est fortement supersonique mais comparable aux vitesses des perturbations magnétiques. Cet état perd rapidement son énergie, exigeant soit un effondrement global soit une réinjection régulière d'énergie. En même temps, on sait que ces nuages sont perturbés par un certain processus, très probablement les effets provenant des étoiles massives proches, avant qu'une fraction significative de leur masse soit devenue des étoiles.

### Une chimie organique
En 1975 l'américain Benjamin Zuckerman de l'Université de Californie découvre des formations massives, pouvant atteindre 1000 fois la taille du soleil, dont le centre est comme une « distillerie du cosmos », où l'hydrogène moléculaire réagissant avec l'eau et le dioxyde de carbone forme des molécules plus complexes, telles l'éthanol (C2H6O).
Le nuage G34.3, découvert en 1995 par une équipe de chercheurs anglais à l'aide du radiotélescope James Clerk Maxwell à Hawaï, est un nuage renfermant une grande quantité d'alcool. Il est situé près de la constellation de l'Aigle.